# 布莱库尔 (上马恩省)
布莱库尔（法語：Blécourt，法語發音：[blekuʁ]）是法国上马恩省的一个市镇，属于圣迪济耶区。

## 地理
布莱库尔（48°22'50"N, 5°5'0"E）面积7.25 平方千米，位于法国大東部大區上马恩省，该省份为法国东北部内陆省份，北起马恩省和默兹省，西接奥布省，西南接科多尔省，东南接上索恩省，东临孚日省。
与布莱库尔接壤的市镇（或旧市镇、城区）包括：费里耶尔和拉福利、弗拉姆雷库尔、弗龙维尔、马恩河畔米塞、马恩河畔鲁夫鲁瓦、布拉谢。

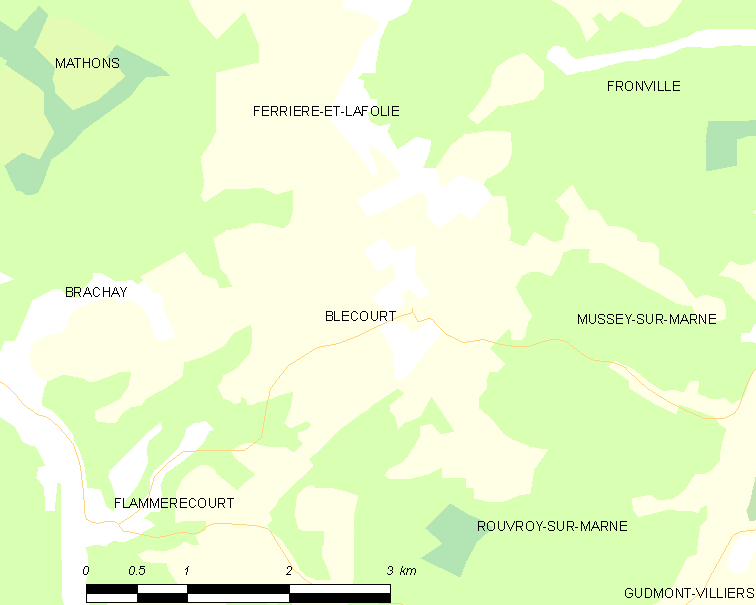
的OSM定位图

布莱库尔的时区为UTC+01:00、UTC+02:00（夏令时）。

## 行政
布莱库尔的邮政编码为52300，INSEE市镇编码为52055。

## 政治
布莱库尔所属的省级选区为茹安维尔县。

## 人口

1962-2008年间人口变化图示

布莱库尔于2022年1月1日时的人口数量为115人。